# Ouattara Watts
Ouattara Watts (* 1957 in Abidjan, Elfenbeinküste) ist ein ivorischer neo-expressionistischer Maler, der in New York lebt.

## Leben und Werk
Watts wurde 1957 in Abidjan, Elfenbeinküste, geboren, wo er seine Jugend verbrachte. Sein Vater war als westlicher Chirurg ausgebildet und praktizierte gleichzeitig die traditionellen afrikanischen Heilmethoden der Senufo. Seine Familie sprach die Amtssprache französisch und Bambara, eine dem Mande zugehörige Sprache.
Mit sechzehn beendete Watts seine Schulausbildung und enttäuschte damit seine Familie, die eine Karriere als Mediziner von ihm erwartete. Sein Vater ließ ihn seinen Weg als Maler gehen. In dieser Phase machte Watts im französischen Kulturzentrum Bekanntschaft mit Literatur über westliche Künstler wie z. B. Picasso. Mit neunzehn nahm Watts sein Studium an der École nationale supérieure des beaux-arts de Paris in Paris auf. Neben seinem Studium besuchte er die Pariser Museen, wo er Originale von Picasso, Miró, Brancusi und Duchamp zu sehen bekam, die er bis zu dem Zeitpunkt nur als Reproduktionen kannte und die einen entscheidenden Einfluss auf sein Frühwerk hatten. Er zögerte seine eigenen Werke auf Ausstellungen zu zeigen, da er sie für noch nicht fertig hielt. Im Laufe der Zeit wurde die neo-expressionistische Malerei der 80er Jahre (Cucchi, Schnabel, Penck und Basquiat) zu einer bedeutenden formalen Grundlage für Watts Malerei. Letzteren hatte er in den 1980ern kennengelernt und eine jahrelange Freundschaft mit ihm gepflegt.

„I needed to make a synthesis of everything I had learned in Africa and everything that I was learning in the West, I had to assimilate it all. (...) My vision is not based only on a country or a continent; it’s beyond geography, or what is seen on a map. Even though I localize it to make it understood better, it is wider than that. It refers to the cosmos“

Den Bogen von seiner afrikanischen Herkunft zur westlichen Kunst schlug er durch die Mythologie (z. B. Zahlenmystizismus), die es in beiden Kulturen gibt. Er macht sich Gedanken über die metaphysischen Beziehungen von Mensch und Umgebung und versucht Okkultes und Rationales, Afrika und den Westen, das Diesseits und das Jenseits in seiner Malerei zu verbinden. Als Sohn eines Medizinmannes, der auch in der westlichen Chirurgie zu Hause war, entstand dieses Bedürfnis schon früh in seiner Kindheit. Durch seine Auswanderung nach Paris und später New York wurde Watts ein Kosmopolit, der in seiner Malerei auf allerlei Inspirationsquellen zurückgreifen kann. Rätselhafte Vorgänge, verschlungene Pflanzen, chimärenhafte Wesen und kryptische Zeichen werden atmosphärisch dicht auf seinen zum Teil sehr großformatigen Werken gezeigt.

## Ausstellungen (Auswahl)

### Einzelausstellungen
- 2005: Ouattara Watts–MAM Mario Mauroner Contemporary Art Salzburg, Salzburg
- 2008: Outlaw–Magazzino d'Arte Moderna, Rom

### Gruppenausstellungen
- 1991: MoMA PS1 Queens, New York
- 1991: Ludwig Forum für Internationale Kunst, Aachen
- 1991: Tate Liverpool, Tate Gallery
- 1993: 45. Biennale von Venedig, Venedig, Italien
- 2002: Documenta11, Kassel
- 2002: Whitney Biennial, New York
- 2003: Black President–The Art and Legacy of Fela Anikulapo-Kuti New Museum of Contemporary Art, New York City, USA
- 2007: Crossing Currents–The Synergy of Jean-Michel Basquiat and Ouattara Watts, Hood Museum of Art Hanover, New Hampshire